# Государственная служба статистики Украины
Государственная служба статистики Украины (укр. Державна служба статистики України), ранее — Государственный комитет статистики Украины (укр. Державний комітет статистики України) — орган государственной исполнительной власти Украины.

## Статус и полномочия
Государственная служба статистики Украины является национальным органом статистики, центральным органом исполнительной власти со специальным статусом, деятельность которого направляется и координируется Кабинетом Министров Украины через вице-премьер-министра Украины.
Обеспечивает проведение в жизнь государственной политики в области статистики, создание и надлежащее функционирование общегосударственной системы экономико-статистической информации на территории Украины.

## История
История Госкомстата начинается в 1920 году, с момента создания Статистического Управления Украинской Социалистической Советской Республики в городе Харькове.
В 1920-х годах ЦСУ пользовалось немалой автономией при создании планов статистических исследований и подготовке официальных публикаций. Известные публикации ЦСУ того периода: «Статистика Украины» (1921), «Статистическая хроника» (1925).
Были учреждены органы периодической печати: «Статистический бюллетень» (1921—1925) и «Вестник статистики» (1928—1930). Местные статистические бюро при ЦСУ издавали и публиковали свои статистические сборники и бюллетени.
В годы первых пятилеток, в связи с усилением централизации, ЦСУ УССР (как и ЦСУ СССР) было расформировано, его функции взял на себя Госплан СССР. Во времена партийных чисток многие сотрудники ЦСУ были уволены, репрессированы и поражены в правах.
В 1941 году деятельность ЦСУ СССР была возобновлена в составе Госплана СССР, а с 1948 года управление приобрело самостоятельный статус при Совете Министров СССР, было вновь образовано и республиканское управление (ЦСУ УССР).
В 1957 году, после значительного перерыва, вновь публикуются статистические материалы, сборники и бюллетени ЦСУ УССР. С 1959 года стали регулярно выходить ежегодные справочники «Народное хозяйство Украинской ССР» и справочники со статистическими материалами по сельскому хозяйству, науке, культуре и пр.
В 1960 году создано Центральное Статистическое Управление при Совете Министров УССР, которое являлось республиканским органом, уполномоченным по всем вопросам учёта и статистики на территории УССР.
Управление было подчинено Центральному статистическому управлению при Совете Министров СССР (ЦСУ СССР).
В ЦСУ УССР в разное время входили:
- Управление вычислительных работ;
- Украинский филиал государственного статистического издательства;
- Научно-исследовательский институт статистики.
- и др.

13 августа 1987 года ЦСУ Украинской ССР преобразовано в Государственный комитет Украинской ССР по статистике.
В настоящее время — Государственная служба статистики Украины. В непосредственном ведении Государственной службы статистики находятся областные статистические управления и статистическое управление в городе Киеве.

## Статистические данные
Таблица ссылок на официальную статистическую информацию Государственной службы статистики Украины
| Статистическая информация | Тематика | дата последнего обновления |
| ------------------------- | --- | -------------------------- |
| Население Украины         | Численность населения по областям (по оценке) на 1 октября 2019 и средняя численность в январе-октябре 2019 года | 2019                       |
| Население Украины         | Численность населения по областям (по оценке) на 1 декабря 2018 и средняя численность в январе-ноябре 2018 года  | 2018                       |
| Население Украины         | Численность населения (по областям) на 1 марта 2017 года                                                         | 2017                       |
| Население Украины         | Численность населения Украины на 1 января 2016 (укр.)                                                            | 2016                       |
| Население Украины         | Распределение постоянного населения Украины по полу и возрасту (укр.)                                            | 2016                       |
| Население Украины         | Демографический ежегодник: Население Украины 2015 года (укр.)                                                    | 2015                       |
| Население Украины         | Статистические индикаторы                                                                                        | 2017                       |
| Население Украины         | Публикации | 2017                       |
| Образование               | Дошкольные учреждения                                                                                            | 2015                       |
| Образование               | Общеобразовательные учебные заведения                                                                            | 2017                       |
| Образование               | Профессионально-технические учебные заведения                                                                    | 2016                       |
| Образование               | Высшие учебные заведения                                                                                         | 2017                       |
|                           | Региональная статистика                                                                                          | 2017                       |
|                           | Комплексная статистика                                                                                           | 2017                       |
|                           | Рынок труда | 2017                       |
|                           | Здравоохранение                                                                                                  | 2015                       |
|                           | Статистика по правонарушениям                                                                                    | 2015                       |
|                           | Транспорт | 2017                       |
|                           | Энергетика | 2017                       |
|                           | Экономическая статистика / Национальные счета                                                                    | 2017                       |

## Статьи и публикации
- Чекотовский Э. В. Относительные статистические показатели: история и теория. 2014